# Fraza (językoznawstwo)
Fraza (gr. phrásis „mówienie, wysłowienie”) – w ogólnym znaczeniu: związek wyrazów tworzący pewną całość znaczeniową i intonacyjną. W rozumieniu syntaktyki fraza (grupa składniowa) to zbiór wyrazów in praesentia zespolonych kategorialnymi związkami syntaktycznymi (syntagmatycznymi).
W ujęciu frazeologii fraza jest związkiem frazeologicznym przybierającym postać zdania. Nie zawsze czyni się rozróżnienie między frazami a innymi typami frazeologizmów. W starszej słowackiej teorii frazeologicznej mianem frazy określano każdą podstawową jednostkę frazeologii; poza terminologią frazeologiczną może to być synonim zdania, wypowiedzenia.
W formalno-semantycznym podziale frazeologizmów, właściwym dla literatury polskiej, fraza to zespół wyrazów złożony z członów rzeczownikowych i czasownikowych, pełniący funkcję zdania. Frazy proste mają charakter zdania pojedynczego (np. burza huczy, serce boli), z kolei frazy bardziej złożone przybierają postać zdań złożonych (np. nie ma tego złego, co by na dobre nie wyszło). W tym ujęciu zdanie jest pojęciem szerszym niż fraza: jako frazy klasyfikuje się wyłącznie zdania o charakterze utartym, powtarzane w tej samej formie i w tym samym porządku wyrazowym (spełniające kryteria frazeologizmów). Do fraz można zaliczyć przysłowia, sentencje, maksymy, powiedzenia i porzekadła.
Dawniej mianem fraz określano beztreściwe związki wyrazów, tzw. frazesy. W kontekście wyszukiwania elektronicznego fraza to pojedyncze słowo bądź połączenie wyrazów, na podstawie którego oprogramowanie komputerowe odnajduje treści.